# 팻 에이전트
팻 에이전트(胖子行动队, Fat Buddies)는 중국에서 제작된 포패이 감독의 2018년 코미디, 액션 영화이다. 문장 등이 주연으로 출연하였다.

## 출연

### 주연
- 문장
- 포패이

### 조연
- 클라라
- 궈징페이
- 쿠라타 야스아키
- 척옥무
- 송가